# ITU-D
ITU-D (International Telecommunication Union – Telecommunication Development Sector) – Sektor Rozwoju Telekomunikacji ITU.
Zadania, funkcje oraz strukturę Sektora Sektor Rozwoju Telekomunikacji określa Konstytucja i Konwencja ITU, której polska wersja została ogłoszona w Dzienniku Ustaw: Dz.U. z 1998 r. nr 35, poz. 196
Funkcje ITU-D realizowane są poprzez:
- zwiększanie wrażliwości władz państw członkowskich na znaczenie telekomunikacji przy tworzeniu narodowych planów rozwoju gospodarczego i społecznego;
- promowanie rozwoju i eksploatacji sieci oraz usług telekomunikacyjnych, szczególnie w krajach rozwijających się, poprzez wzmocnienie środków na rozwój zasobów ludzkich, planowanie, zarządzanie, mobilizację zasobów oraz na badania naukowe w dziedzinie rozwoju;
- wspieranie rozwoju telekomunikacji poprzez współpracę z lokalnymi organizacjami telekomunikacyjnymi oraz ze światowymi i regionalnymi instytucjami finansowymi zajmującymi się rozwojem.

Członkami Sektora Sektor Rozwoju Telekomunikacji są, zgodnie z Konstytucją i Konwencją ITU:
- z mocy prawa administracje wszystkich Członków Międzynarodowego Związku Telekomunikacyjnego (w przypadku Polski są to: Ministerstwo Cyfryzacji i Urząd Komunikacji Elektronicznej);
- jednostki lub organizacje, upoważnione zgodnie z właściwymi postanowieniami Konwencji (w przypadku Polski jest to: Politechnika Łódzka)[2].